# Diana Nikanczikowa
Diana Iwanowna Nikanczikowa z d. Jasiukiewicz (ros. Диана Иваовна Никанчикова z d. Ясюкевич, ur. 24 listopada 1937 w Mińsku) – białoruska florecistka reprezentująca ZSRR, trzykrotna medalistka mistrzostw świata.
Podczas mistrzostw świata w Turynie w 1961 roku reprezentacja ZSRR w składzie: Galina Gorochowa, Diana Nikanczikowa, Tatjana Lubiecka, Walentina Prudskowa, Walentina Rastworowa i Aleksandra Zabielina zdobyła złoty medal we florecie drużynowym. Wynik ten Nikanczikowa powtórzyła na mistrzostwach świata w Gdańsku (1963) i mistrzostwach świata w Moskwie (1966).
Nigdy nie wzięła udziału w igrzyskach olimpijskich.
W 1968 roku zakończyła karierę. Następnie pracowała jako trenerka.